# Plusiocampa baetica
Plusiocampa baetica es una especie de hexápodo dipluro cavernícola de la familia Campodeidae. Es endémica del sur de la península ibérica (España).